# Караруга
Караруга — село в Україні, у Олександрівській сільській територіальній громаді Мелітопольського району Запорізької області. Населення становить 494 особи. Колишній орган місцевого самоврядування — Надеждинська сільська рада.

## Географія
Село Караруга розташоване біля витоків річки Джекельня, нижче за течією на відстані 5 км розташоване село Гірсівка. Найближча залізнична станція Мелітополь за 31 км.

## Історія
Село засноване 1861 року.
7 (20) листопада 1917 року, відповідно до Третього Універсалу Української Центральної Ради, увійшло до складу Української Народної Республіки.
27 листопада 2017 року Надеждинська сільська рада, в ході децентралізації, об'єднана з Олександрівською сільською громадою.
12 червня 2020 року, відповідно до розпорядження Кабінету Міністрів України № 713-р «Про визначення адміністративних центрів та затвердження територій територіальних громад Запорізької області», село увійшло до складу Олександрівської сільської громади.
19 липня 2020 року, в результаті адміністративно-територіальної реформи та ліквідації Приазовського району, село увійшло до складу новоутвореного Мелітопольського району.
22 червня 2023 року рішенням Національної комісії зі стандартів державної мови віднесено до списку населених пунктів, які «можуть не відповідати лексичним нормам української мови», зокрема стосуватися «російської імперської чи колоніальної політики». Громаді рекомендовано запропонувати нову назву в установленому законодавством порядку.
18 червня 2025 року, відповідно з Постановою Верховної Ради України № 4483-IX, село Надеждине, яке мало назву, що не відповідає стандартам державної мови, перейменовано в село Караруга.

## Економіка
- ТОВ «Зоря».

## Об'єкти соціальної сфери
- Дитячий дошкільний навчальний заклад.